# 雲中歌 〜愛を奏でる〜
『雲中歌 〜愛を奏でる〜』（うんちゅうか あいをかなでる、原題：大汉情缘之云中歌、英題：Love Yunge From the Desert）は、2015年の中国のテレビドラマ。
原作小説『雲中歌』は、桐華による小説シリーズ『大漢情縁』三部作の第二部である。シリーズ第一部『大漠謡』はテレビドラマ『風中の縁』の原作であり、小説シリーズにおいて『雲中歌』の主人公は『大漠謡』の主人公の娘だが、テレビドラマ『雲中歌』とテレビドラマ『風中の縁』との間に連続性はない。

## あらすじ
漢七代・武帝の晩年、衛皇后が産んだ武帝の長男の皇太子・劉拠が、巫蠱の獄によって子孫らと共に粛清されるという大事件が起こる。この事件は、三人の少年の人生を大きく揺るがせた。
劉拠に仕える孟氏の息子・孟珏は、父によって弟を劉拠の孫の身代わりとされ、家族は離散して孤児となる。
孟家の犠牲によって生き延びた劉拠の孫・劉詢は、利用されることへの警戒心を常に抱きながら、庶民として忍び暮らすこととなる。
廃された劉拠に替わって皇太子となった第六皇子・劉弗陵は、外戚の専横を警戒する父帝によって母を殺され、やがて幼くして皇帝となる。

## 登場人物

### 主要人物
| 役名          | 演                                     | 紹介 | 声                  |
| 雲歌          | 楊穎 (アンジェラベイビー) 幼少：蒋依依 | 郝嘯天と心城の娘。砂漠で育ち、緑の衣を好む。 幼い頃に砂嵐に巻き込まれた劉弗陵と出会い、その後たどり着いた村で旅芸人だった幼い孟珏とも出会う。正体を隠し"趙陵"と名乗った弗陵と再会の約束をするが、長安行きを九年間両親に反対され続け、やがて縁談話に辟易した勢いで家を飛び出した。 長安では、成長した弗陵の顔がわからないため彼が持っていた玉佩を手掛かりにし、その縁で病已らと出会う。病已夫妻に家を世話してもらい、得意な料理の腕を活かして名門料亭の料理長の職を得る。やがて天才料理人として名を馳せるようになり長公主に引き立てられ、貴族や皇族と面識を持つようになる。 長安で孟珏と再会し惹かれ合うも、霍成君から『あなたも利用されているだけ』とささやかれ、さらに弗陵と再会するなど様々な出来事を経て、孟珏との間に距離を置くようになる。 | 喬詩語 幼少：唐小喜 |
| 孟珏          | 杜淳 (ドゥ・チュン) 幼少：裘慕遠       | 諫議大夫→太傅 巫蠱の獄で、父によって弟を皇太子の孫の身代わりとされ亡くす。まもなく母も亡くして孤児となり、旅芸人に紛れていた幼い頃に、雲歌と弗陵に出会う。 雲歌らと別れた後も髪が一房白髪になるほどの苦労を重ね、やがて天下の半分に匹敵する力を持つとされる組織・流星組の長の養子となる。 医術、武術、スリの技術に長ける一方で、味覚が麻痺している。 雲歌に一途に想いを寄せる。 | 張傑 幼少：劉芊含   |
| 劉弗陵        | 陸毅(ルー・イー) 幼少：方姚子镱        | 漢八代・昭帝 武帝の末子。母は鉤弋夫人。 父帝の崩御により幼くして即位し、前後して母を亡くす。幼い頃出会った雲歌を一途に想い続け、上官小妹を皇后として娶ってからも床入りをしていない。 街に出るときは劉長風という偽名を使う。 | 姜広涛 幼少：張凱   |
| 劉病已 / 劉詢 | 陳暁 (チェン・シャオ)                  | 陽武侯→漢十代・宣帝 武帝の曾孫。劉拠の孫。2話以降登場する中で(自身の息子が生まれるまでは)唯一、衛皇后の血を引く皇族。許平君の夫。劉奭の父。 巫蠱の獄で祖父が子孫らと共に粛清された際、幼かった彼のみが孟珏の弟を身代わりとしたことで生き延び、平民として育った。武帝の子孫に与えられる玉佩を持つ。 | 辺江                |
| 許平君        | 蘇青 (スー・チン)                      | 恭哀皇后 病已の妻。劉奭の母。 世話好きで姉御肌。雲歌とは義姉妹の誓いを立て、『許姉さん(許姐姐)』と呼ばれている。 | 劉校妤              |
| 霍成君        | 楊蓉 幼少：蘇鈺嵐                      | 霍光と霍顕の娘。上官小妹の叔母。 聡明な美女。孟珏に恋をするも、霍家の家柄を利用する目的で接触してきただけだったと知って深く傷つき、孟珏が想いを寄せる雲歌を激しく憎むようになる。 史実では宣帝の二番目の皇后となるが、今作では失脚する段階で婕妤であり、皇后となる描写はない。 | 季冠霖              |

### 主な皇族
| 役名       | 演     | 紹介 | 声     |
| 上官小妹   | 毛暁彤 | 孝昭上官皇后 弗陵の正室。父方の祖父は上官桀。母方の祖父は霍光。霍成君の姪。 6歳で後宮に入り皇后となるが、今に至るまで弗陵と床入りしたことはない。 純真で善良だが内気。弗陵を『お兄様(皇帝哥哥)』と呼んで慕い、家族との縁が薄い自分にとっての唯一の家族だと心寄せている。雲歌とは出会った当初から親しく接して『雲姉さん(雲姐姐)』と呼び、自分のことは小妹と呼び捨てにするよう言った。弗陵が雲歌を愛していると知ってからは、時に寂しさを覚えつつも二人の仲を尊重する。 | 唐小喜 |
| 劉賀       | 包貝爾 | 昌邑王→漢九代皇帝 武帝の孫。 軽薄で女好きの遊び人を装う、したたかな野心家。孟珏とは義兄弟の仲。 | 姜広涛 |
| 鄂邑蓋公主 | 黎一萱 | 長公主 弗陵の異母姉。 | 閻萌萌 |
| 劉旦       | 邢琪琦 | 燕王 弗陵の異母兄。 | 呉凌雲 |
| 劉胥       | 張哲瀚 | 広陵王 弗陵の異母兄。 | 張震   |

### その他
霍光
演 - 寇振海

紅衣
演 - 王浩燃

心城
演 - 程莉莎

上官桀
演 - 沈保平

陸風
演 - 曹禹

于安
演 - 劉冠翔
太監
太夫人顕
演 - 張雅萌
霍光の妻
抹茶
演 - 張雪迎
雲歌の侍女
富裕
演 - 張天陽

霍禹
演 - 彤耀忠
霍光の子
霍山
演 - 姜暁沖

劉奭
演 - 王翊菲
元帝
藍児
演 - 丁柳雁

七喜
演 - 陳木易

八平
演 - 吾晟赫

橙児
演 - 董慧

阿紫
演 - 夏陽

一月
演 - 趙思文

四月
演 - 王若伊

二月
演 - 羅璇

六月
演 - 郭文

小蘇
演 - 王婉中

江充
演 - 黄永剛

張太医
演 - 朱栄栄

月生
演 - 孫驁

趙充国
演 - 鄭暁寧

何小七
演 - 楊瓏

小翠
演 - 駱文博

田千秋
演 - 方勝利

劉徹
演 - 胡兵
武帝
無泪
演 - 范文芳

鉤弋夫人
演 - 白珊

郝暁天
演 - 宗峰岩

雲翊
演 - 敖翔

阿竹
演 - 程硯萩

百合
演 - 趙麗穎

許香蘭
演 - 苗洛依

霍憐児
演 - 闞清子

阿麗亜公主
演 - 曲尼次仁

丁外人
演 - 周放

劉拠
演 - 鄔立朋

趙破奴
演 - 白海竜

上官安
演 - 曲高位

孟母
演 - 李依蔓

侯老頭
演 - 公方敏

諾言
演 - 蒋依依

老嫗
演 - 季勤

舞娘
演 - 王瑞子

美女
演 - 曹馨月

## 挿入歌
| #  | タイトル                                                        | 作詞               | 作曲・編曲 | 歌手               |
| -- | --------------------------------------------------------------- | ------------------ | ---------- | ------------------ |
| 1. | 「絲蘿」(第1–20話のオープニング曲)                              | 于正               | 譚璇       | 李宇春             |
| 2. | 「雲天外」(第1–20話のエンディング曲、第21–45話のオープニング曲) | 于正               | 譚璇       | 杜淳 / 陸毅        |
| 3. | 「緑蘿裙」(第21–45話のエンディング曲)                           | アンジェラベイビー | 譚璇       | アンジェラベイビー |
| 4. | 「雲中錦香」(挿入歌)                                            |                    |            | 楊梓文祺           |
| 5. | 「采薇曲」(挿入歌)                                              |                    | 劉沙       | 張禄糴             |
| 6. | 「蒹葭」(挿入歌)                                                |                    |            | 劉芳               |
| 7. | 「雲天外」(挿入歌)                                              |                    |            | 杜淳               |